# Impellitteri
Impellitteri es un grupo de heavy metal  estadounidense formado y liderado por el guitarrista Chris Impellitteri en 1987. Desde entonces, el grupo ha grabado varios discos y ha disfrutado de un relativo éxito debido especialmente a la velocidad, virtuosismo y estilo de Chris Impellitteri. El estilo del grupo a veces se compara con Racer X, mientras que el estilo de Chris se compara con el de Yngwie Malmsteen, especialmente en los primeros discos.[cita requerida]
Impellitteri ha cambiado de integrantes del grupo a lo largo del tiempo, teniendo varios cantantes:
Rob Rock (1987, 1992-2000, 2008), Graham Bonnet (1988-1990, 2000-2003), Mark Weitz (1990), y Curtis Skelton (2003-2008). Impellitteri acaba de lanzar su último disco Wicked Maiden, en el que vuelve a cantar Rob Rock.

## Historia del grupo
Chris Impellitteri formó Impellitteri en 1988 con Rob Rock (Angelica) como cantante. Ese año, grabaron un EP llamado Impellitteri. El EP tuvo una buena acogida, pero Rob Rock ya estaba comprometido con otros proyectos. Entonces Graham Bonnet pasó a ser el nuevo cantante, y grabaron su primer disco: Stand In Line en 1988.
Tras algún tiempo de gira y contratos con discográficas, Impellitteri volvió (de nuevo con Rob Rock) con el disco Grin and Bear It en 1992. El año siguiente, sacaron otro EP llamado Victim of the System. Y, en 1994, grabaron el disco Answer to the Master.
En 1996, Impellitteri grabó Screaming Symphony, que se ha convertido en uno de los álbumes más queridos del grupo. En 1997 sacaron otro EP llamado Fuel For The Fire, para dar entrada al siguiente disco. El año siguiente, sacaron otro de sus trabajos más queridos: Eye of the Hurricane. Continuaron en 2000 con el disco Crunch.
Poco después, Rob Rock decidió perseguir su carrera en solitario, así que Impellitteri volvió con Graham Bonnet como cantante y comenzaron a trabajar en el siguiente disco. En 2002 sacaron System X. Ese año también sacaron una recopilación de éxitos llamada The Very Best of Impellitteri: Faster Than the Speed of Light.
La unión con Bonnet duró poco tiempo. Impellitteri volvió con Curtis Skelton como cantante, y sacaron el disco Pedal To The Metal en 2004, uno de los más agresivos hasta ahora.
En mayo de 2008, se anunció que Rob Rock volvía a Impellitteri. Trabajaron en un disco llamado Wicked Maiden (que iba a ser llamado Good and Evil en un principio), y salió a la venta el 24 de febrero de 2009 seguido de una gira.

## Creencias
En cuanto a lazos con metal cristiano, Impellitteri (como grupo) no se considera un grupo cristiano, tal como dijo Rob Rock en una entrevista:

Chris, Ken Mary y yo somos cristianos, pero James, Ed y Glen, nuestro batería para giras, no se consideran cristianos, así que no es un grupo cristiano.

## Historial de miembros
| 1987      | - Rob Rock – voz - Chris Impellitteri – guitarra - Ted Days – bajo - Loni Silva – batería                                   |
| 1988      | - Graham Bonnet – voz - Chris Impellitteri – guitarra - Chuck Wright – bajo - Phil Wolfe – teclados - Pat Torpey – batería  |
| 1988-1990 | - Graham Bonnet – voz - Chris Impellitteri – guitarra - Dave Spitz – bajo - Phil Wolfe – teclados - Stet Howland – batería  |
| 1990      | - Mark Weitz – voz - Chris Impellitteri – guitarra - Dave Spitz – bajo - Claude Schnell – teclados - Stet Howland – batería |
| 1991      | - Chris Impellitteri – guitarra                                                                                             |
| 1992      | - Rob Rock – voz - Chris Impellitteri – guitarra - Chuck Wright – bajo - Ken Mary – batería                                 |

| 1992-1995       | - Rob Rock – voz - Chris Impellitteri – guitarra - James Amelio Pulli – bajo - Mark Bistany – batería                                     |
| 1995-1999       | - Rob Rock – voz - Chris Impellitteri – guitarra - James Amelio Pulli – bajo - Edward Harris Roth – teclados - Ken Mary – batería         |
| 1999-2000       | - Rob Rock – voz - Chris Impellitteri – guitarra - James Amelio Pulli – bajo - Edward Harris Roth – teclados - Glen Sobel – batería       |
| 2000-2003       | - Graham Bonnet – voz - Chris Impellitteri – guitarra - James Amelio Pulli – bajo - Edward Harris Roth – teclados - Glen Sobel – batería  |
| 2003-2008       | - Curtis Skelton – voz - Chris Impellitteri – guitarra - James Amelio Pulli – bajo - Edward Harris Roth – teclados - Glen Sobel – batería |
| 2008-2015       | - Rob Rock – voz - Chris Impellitteri – guitarra - James Amelio Pulli – bajo - Edward Harris Roth – teclados - Glen Sobel – batería       |
| 2015-Actualidad | - Rob Rock – voz - Chris Impellitteri – guitarra - James Amelio Pulli – bajo - Jon Dette – batería                                        |

## Discografía
| Discos de estudio - Stand In Line (1988) - Grin and Bear It (1992) - Answer to the Master (1994) - Screaming Symphony (1996) - Eye of the Hurricane (1997) - Crunch (2000) - System X (2002) - Pedal to the Metal (2004) - Wicked Maiden (2009) - Venom (2015) - The Nature of the Beast (2018) | EP - Impellitteri (1987) - Victim of the System (1993) - Fuel for the Fire (1997) Discos en directo - Live in Tokyo 1988 (1988) - Live! Fast! Loud! (1998) Recopilaciones - The Very Best of Impellitteri: Faster Than the Speed of Light (2002) |

## Pies de página
1. ↑  «Impellitteri's official fansite». 9 de diciembre de 2008. Archivado desde el original el 21 de diciembre de 2011. Consultado el 9 de diciembre de 2008.
2. ↑  Frank Stöver. «ROB ROCK-1999 interview w/ "Take It" web-zine». Archivado desde el original el 7 de agosto de 2008. Consultado el 13 de mayo de 2008.